# Schloss Saathain

Das einstige Saathainer Schloss um 1908

Die Reste des Schlosses Saathain mit dem dazugehörenden einstigen Rittergut befinden sich linksseitig der Schwarzen Elster in Saathain, einem Ortsteil der südbrandenburgischen Gemeinde Röderland. Nachdem das historische Gebäude im April 1945 einem Brand zum Opfer gefallen war, sind nur noch die Grundmauern erhalten, auf denen sich eine früher als Café bewirtschaftete Terrasse befindet. Die zum einstigen Schloss gehörende Parkanlage wurde in einen Rosengarten umgestaltet und ist ein beliebtes Ausflugsziel.

## Geschichte

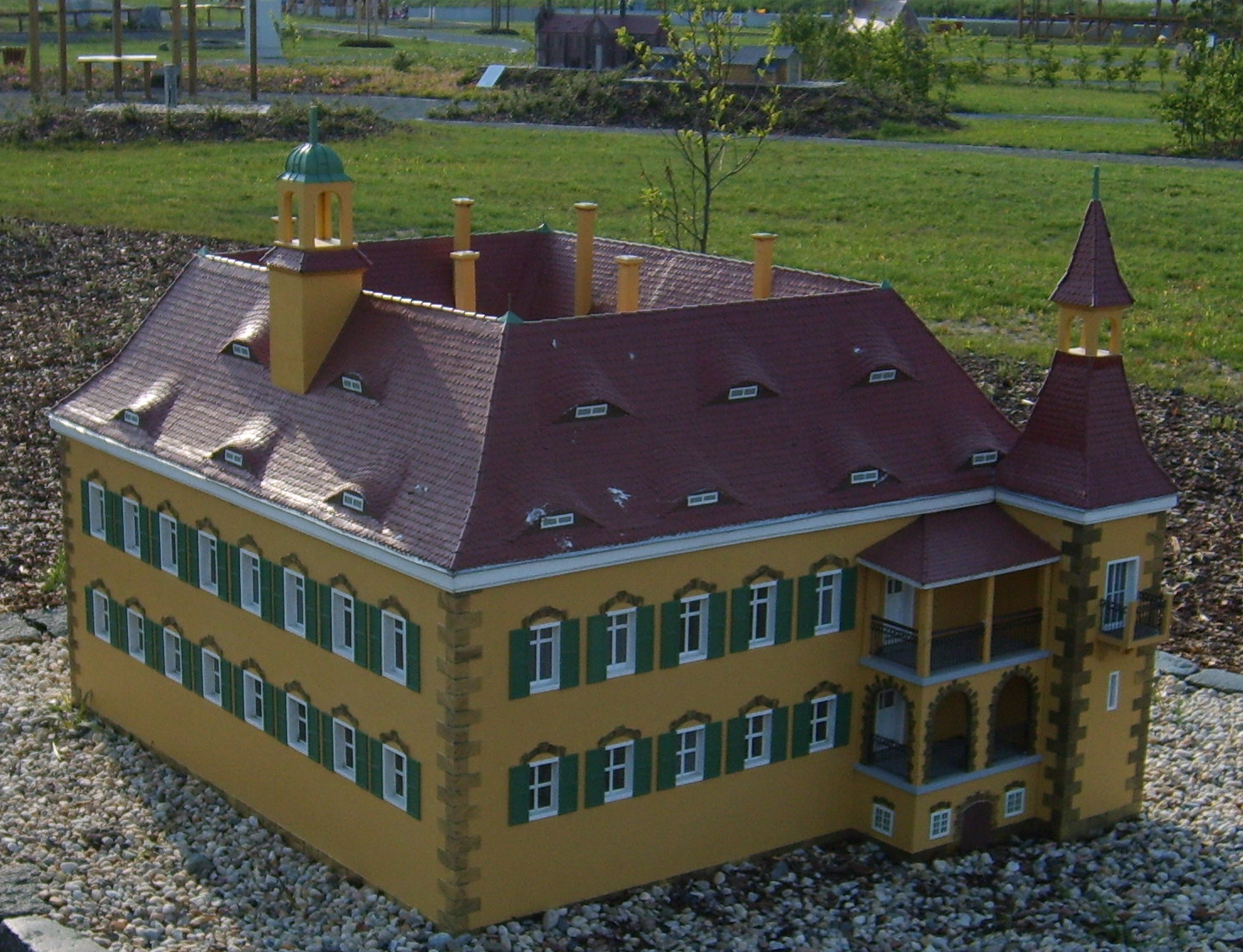
Modell des Saathainer Schlosses im Miniaturenpark Elsterwerda

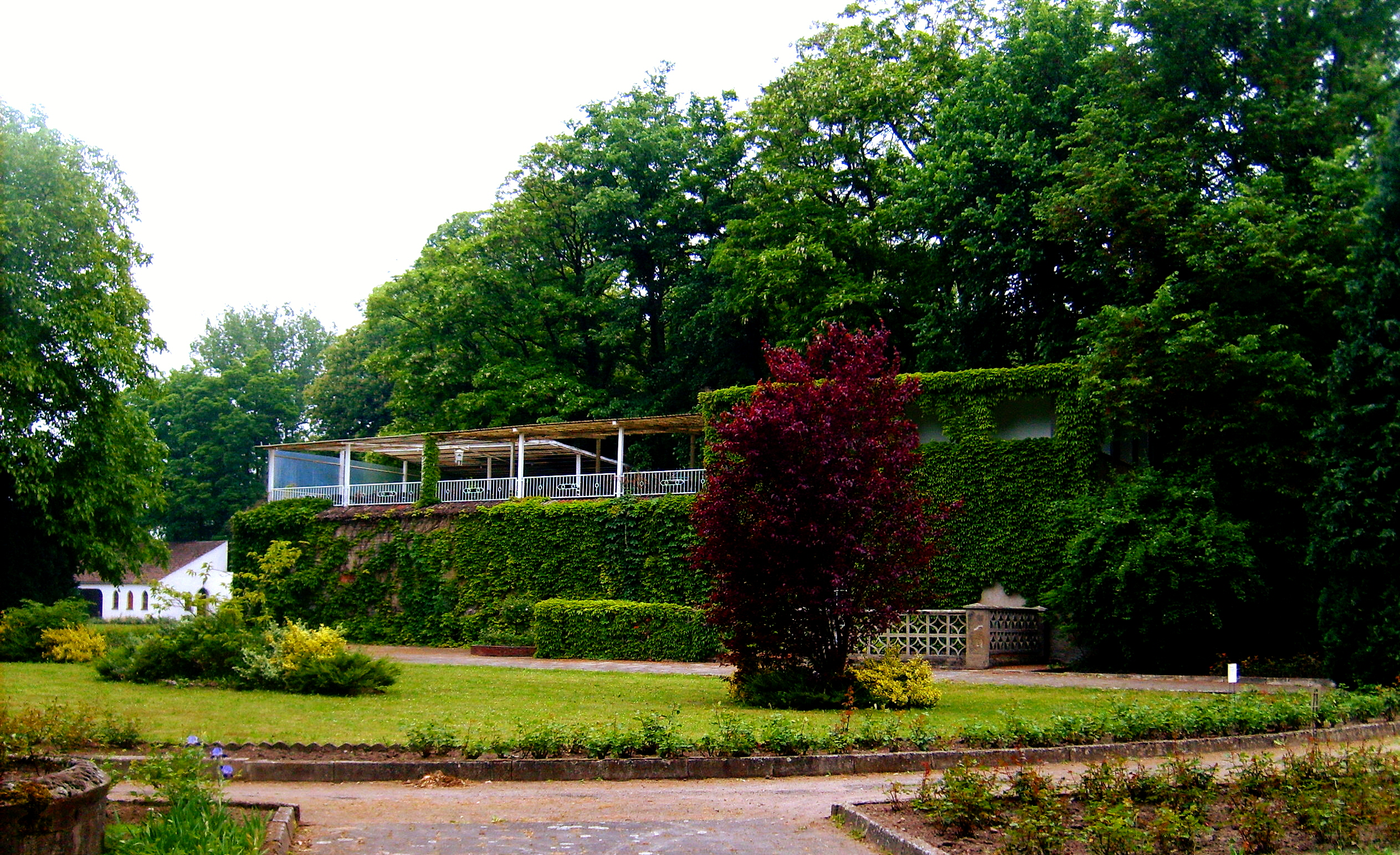
Der Rosengarten mit den Grundmauern des Saathainer Schlosses

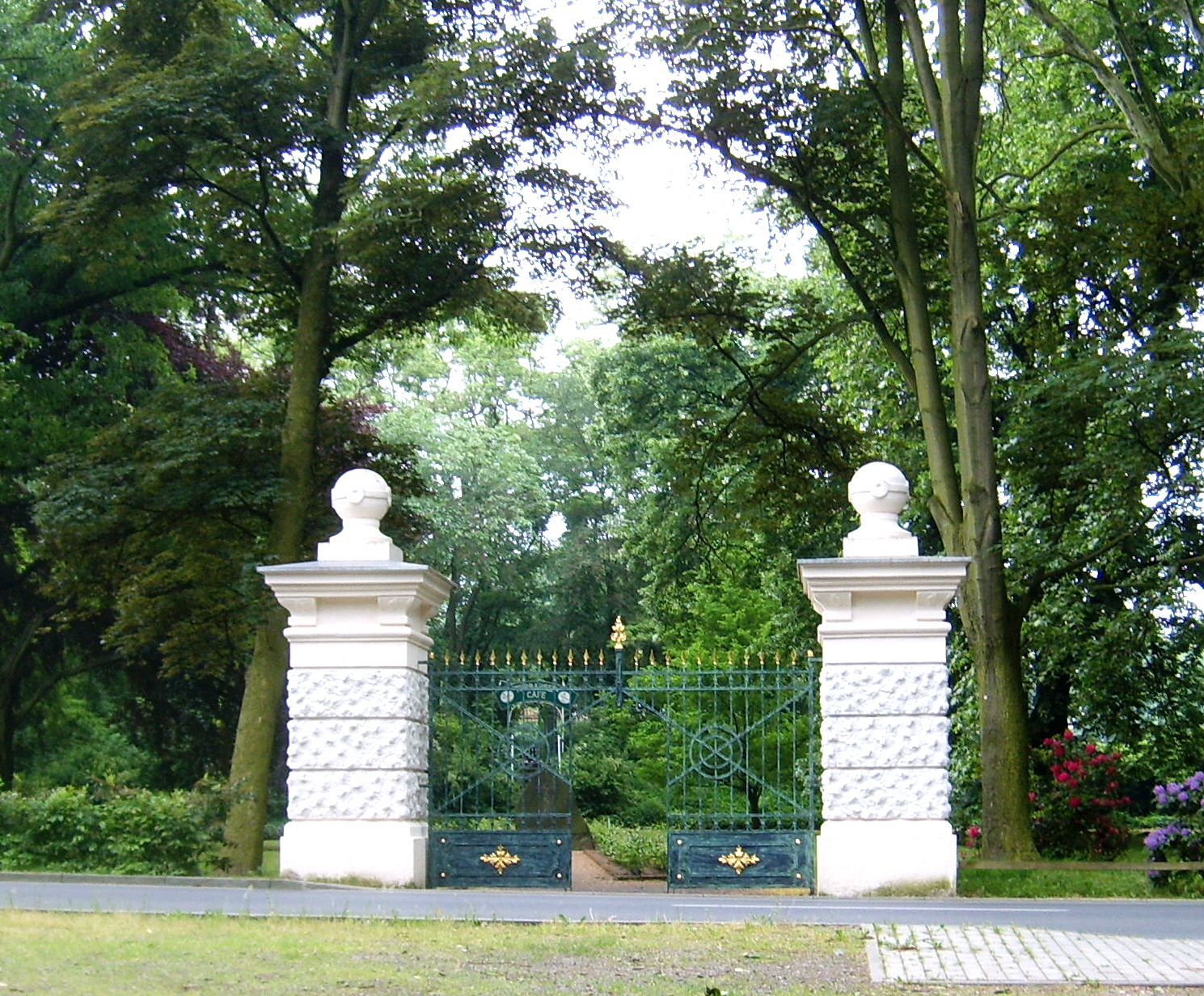
Eingangstor zum Schlossgelände

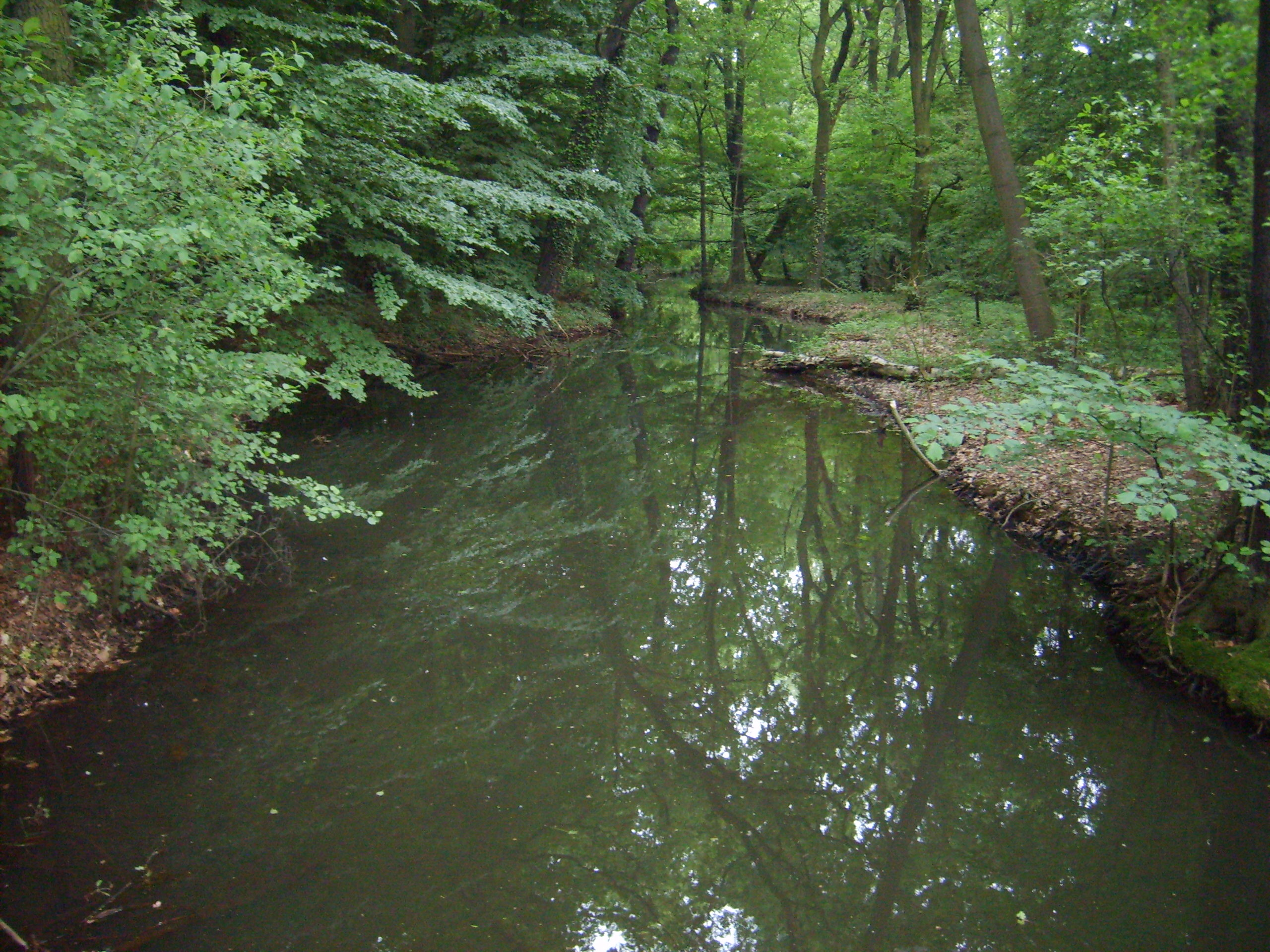
Einstiger Flusslauf der Schwarzen Elster

Saathain ist eine der ältesten Wehranlagen an der Schwarzen Elster. Bereits 1140 wurde das castrum Sathim urkundlich erwähnt. Die Burg diente der Sicherung des Flussübergangs an der unweit gelegenen Einmündung der Großen Röder, die gleichzeitig die Grenze zum benachbarten Gau Nizizi darstellte und wohl auch dem Schutz und der Kontrolle der parallel zur Schwarzen Elster verlaufenden Heer- und Handelsstraßen. Etwa einen Kilometer flussabwärts befand sich auf der gegenüberliegenden Seite der Mündung die befestigte Anlage des in der Mitte des 15. Jahrhunderts zerstörten Schlosses Würdenhain. Zur Herrschaft Saathain zählten neben Saathain auch die Orte Stolzenhain, Schweinfurth, Reppis, Gröditz und das 1935 in Kröbeln eingemeindete Mühldorf. Zusammen mit Tiefenau, Elsterwerda, Frauenhain, Ortrand und Großenhain gehörte die Burg bis Mitte des 14. Jahrhunderts als Reichslehen dem Stift zu Naumburg. 1274 überließ Bischof Meinherr von Naumburg das Schloss Saathain Heinrich dem Erlauchten auf Lebenszeit. 1276 wurde die Belehnung auch auf Heinrichs Sohn Friedrich Clem und dessen Nachkommen ausgedehnt.
Ab 1348 war in Saathain das Adelsgeschlecht derer von Köckritz ansässig. Die Köckritze blieben bis 1475 in Saathain und es folgten ihnen die Schleinitze. Das meißnische Adelsgeschlecht besaß zu dieser Zeit auch die etwa 20 Kilometer östlich gelegene Herrschaft Mückenberg, die über den sogenannten Schleinitzweg mit Saathain verbunden war. In Elsterwerda gibt es noch eine Straße in der Nähe des Biehlaer Bahnhofs entlang der Bahnstrecke Węgliniec–Roßlau, die diesen Namen trägt. Die Schleinitze, deren meißnische Linie mit dem Tod des Hermann Otto von Schleinitz 1891 erlosch, blieb dort bis 1716 ansässig. In jenem Jahr erwarb Woldemar Freiherr von Löwendal, der schon 1708 die östlich angrenzende Herrschaft Elsterwerda erworben hatte, die Herrschaften Saathain und Mückenberg. 1727 überließ er Saathain seiner Ehefrau Benedicta Margaretha von Löwendal, die diese Herrschaft im Jahre 1748 an Johann George von Einsiedel verkaufte. Nach dessen Tod fiel Saathain an seine drei Kinder, die 1761 sich einigten, dass Johann Georg Friedrich und der spätere sächsische Kabinettsministers Detlev Carl Graf von Einsiedel das Gut erhielten. Letzterer erwarb 1777 die Hälfte seines Bruders an der Herrschaft Saathain und war somit fortan deren Alleinbesitzer. Seinem Sohn Detlev Graf von Einsiedel überließ er 1794 Saathain, der den Besitz jedoch bereits nach zwei Jahren veräußerte.
1796 wurde Saathain an Daniel Gottfried Wilhelm Freiherr von Stutterheim und 1798 an den Grafen zu Solms verkauft. In den folgenden Jahren wechselten Schloss und Rittergut noch mehrfach den Besitzer, bis es gegen Ende des 19. Jahrhunderts an Hauptmann a. D. Bormann verkauft wurde, dessen Familie den Besitz bis zur Bodenreform 1945 behielt.
Gegen Ende des Zweiten Weltkrieges kam es im April 1945 durch einen vorsätzlich gelegten Brand zur Zerstörung des Saathainer Schlosses. Dabei fielen auch das umfangreiche Archiv mit historischen Aufzeichnungen und Akten, die im Schloss eingelagerten Kunstschätze sowie die alten Kirchenbücher der Nachbarorte Würdenhain (mit den Eintragungen von Taufen, Trauungen und Beerdigungen der Jahre 1655 bis 1812) und Stolzenhain den Flammen zum Opfer. Der 587 Hektar umfassende Grundbesitz des zum Schloss gehörenden Rittergutes wurde später im Rahmen der Bodenreform in der Sowjetischen Besatzungszone aufgeteilt. Dabei entfielen 489,91 Hektar an insgesamt 281 Personen in den umliegenden Gemeinden Haida (72,83 ha), Reichenhain (124,80 ha), Saathain (181,33 ha), Stolzenhain (30,11 ha), Würdenhain (78,80 ha) und Kröbeln (2,04 ha).
Ein Teil des alten Gutsparks wurde ab 1972 in einen Rosengarten mit mehr als 70 Rosenarten und etwa 5000 Rosenstöcken umgewandelt. Der jenseits der heutigen Straße nach Elsterwerda liegende Teil zeigt sich als erhalten gebliebener Rest der alten Auwälder der Schwarzen Elster. Dieser urwüchsige Auwaldrest zeichnet sich durch ein umfangreiches Vorkommen der unter Naturschutz stehenden Buschwindröschen aus.
Die ausgebrannte Bausubstanz des Schlosses wurde weitgehend abgetragen. Auf den verbliebenen Grundmauern entstand eine Terrasse, auf der sich ein Sommer-Café befand. Die Bewirtschaftung dieses Cafés ist um 2008 aufgegeben worden. Inzwischen wurde ihr Zugang fest abgesperrt und mit einer Beschilderung versehen, die das Betretungsverbot mit „Einsturzgefahr“ begründet.

## Gutskirche

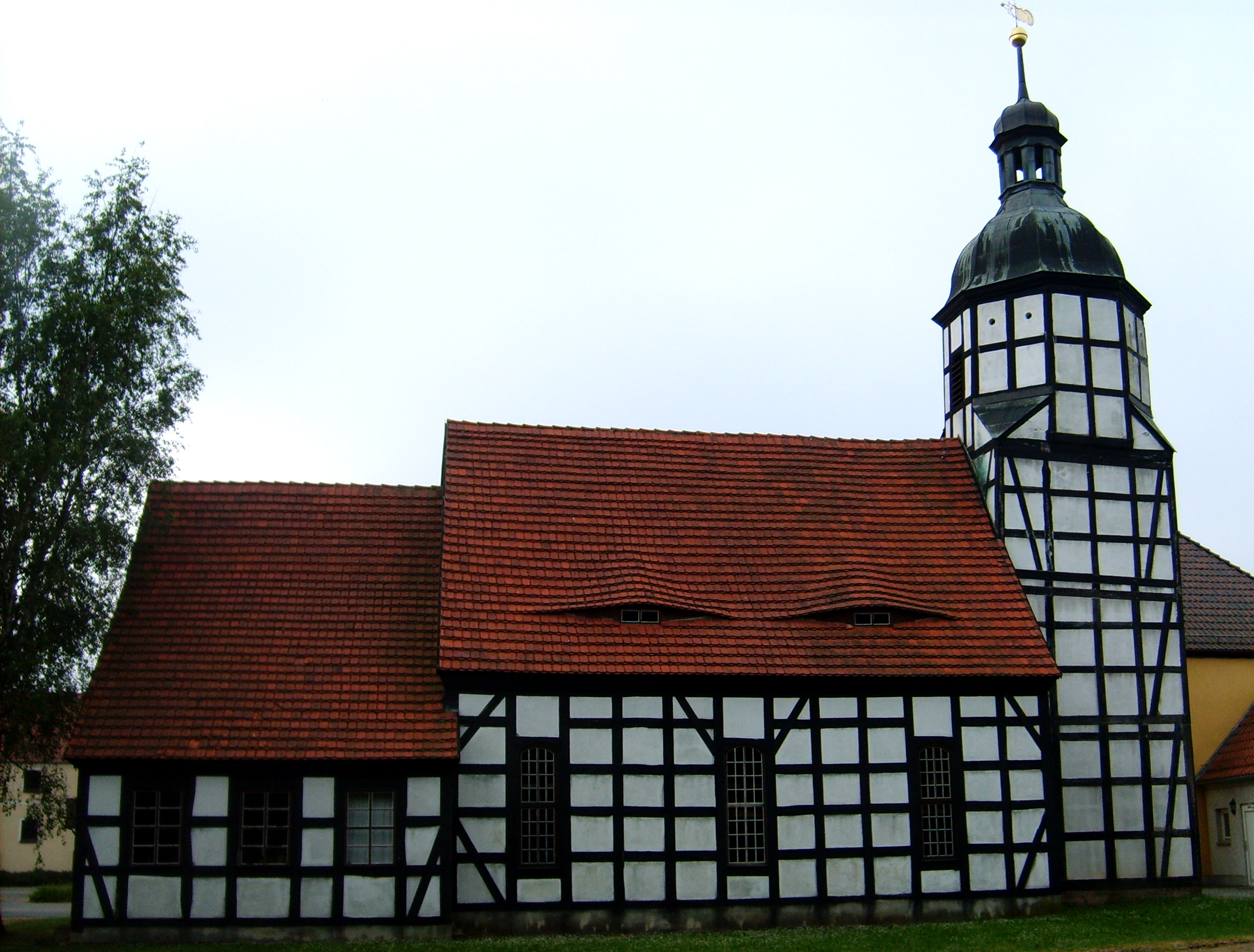
Fachwerkkirche Saathain

Der aus dem Jahr 1629 stammende Fachwerkbau der ehemaligen Gutskirche Saathain wurde auf dem Standort einer urkundlich 1575 erwähnten Schlosskapelle errichtet. Ihre heutige Gestalt erhielt sie 1816 durch Umbauarbeiten. Seit 1968 steht die Kirche unter Denkmalschutz. Nach umfangreichen Sanierungsmaßnahmen ist sie seit 1990 wieder für die Öffentlichkeit zugänglich. Die Kirche sowie der angrenzende, inzwischen ebenfalls sanierte Gutshof sind mit zahlreichen Konzerten und Ausstellungen eines der kulturellen Zentren der Gemeinde und des Landkreises Elbe-Elster. Seit Mai 2006 wird die Möglichkeit angeboten, sich in der historischen Fachwerkkirche standesamtlich trauen zu lassen.
Vor der Kirche befindet sich ein Gedenkstein für den dort wirkenden Pastor und Heimatforscher Wolfgang Bastian, der die Kirche Mitte der 1930er Jahre mit  Sanierungsmaßnahmen vor dem weiteren Verfall rettete und der 1942 in Torgau bei Verhören durch die Gestapo ums Leben kam.
Unmittelbar hinter dem Bauwerk wurde im Mai 2004 auf einer Wiese  ein Skulpturenpark eröffnet. Dort befinden sich Werke des aus Armenien stammenden Künstlers Ararat Haydeyan, der auf dem Gutsgelände ein Atelier und eine Galerie eingerichtet hat. Die verschiedenen Kunstobjekte mit Namen wie Die Familie, Der Kuss oder Das Kanzlerkissen sind aus unterschiedlichen Materialien gefertigt.

## Steinerne Chronik

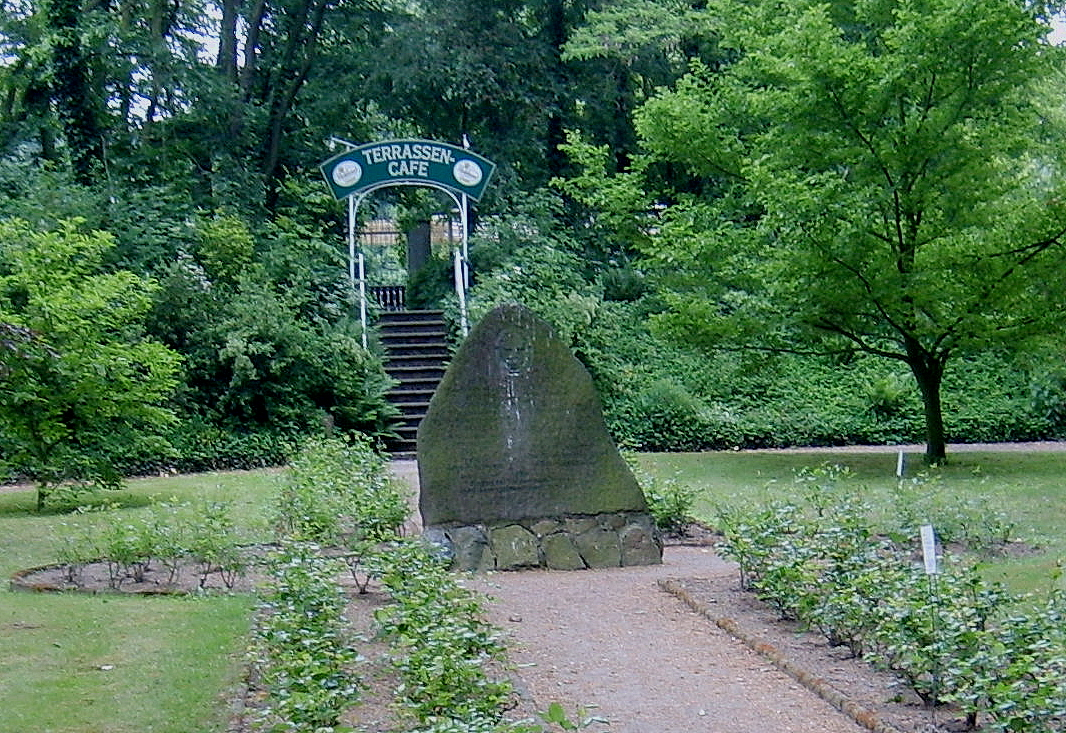
Steinerne Chronik

Vor den Resten des Schlosses befindet sich im Schlosspark ein am 6. Juli 1958 eingeweihtes Denkmal in Form eines unbehauenen Granitfindlings mit dem Ortsnamen, einem Eichenbaum und einer Seerose, die an den gewässerreichen Röderwald der Umgebung erinnern soll. Darunter sind einige chronologische Daten aus der Entwicklung des Dorfes Saathain zu lesen, die der damalige Leiter des Bad Liebenwerdaer Kreismuseums Karl Fitzkow zur Verfügung stellte. Das Denkmal ist einer Initiative um den ehemaligen Saathainer Bürgermeister Heinz Dreißig zu verdanken, der von 1951 bis 1990 der Gemeinde vorstand. 1991 bekam Dreißig vom Deutschen Nationalkomitee für Denkmalschutz für seine Verdienste den Deutschen Preis für Denkmalschutz verliehen, die höchste Auszeichnung auf diesem Gebiet in Deutschland.